# نظام الملاحة الجوية التكتيكي

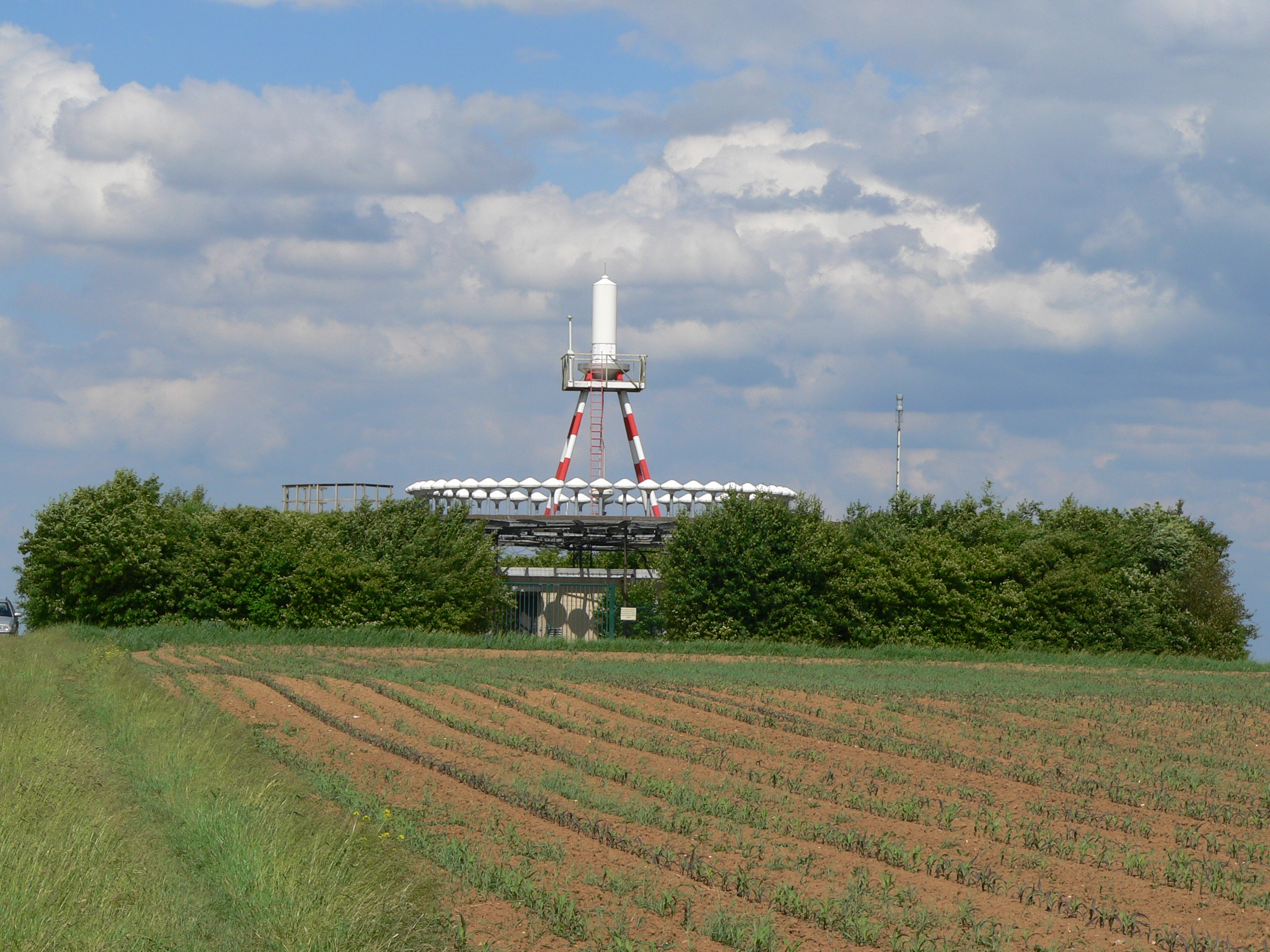
صورة لنوع من أنظمة الملاحة اللاسلكية للطائرات

نظام الملاحة الجوية التكتيكي (بالإنجليزية: Tactical Air Navigation System)‏ ويُرمز له اختصارًا TACAN هو نظام يستخدم على أساس وطني ويعمل في نطاق التردد 960-1215 MHZ. يتألَّفُ هذا النظام من مستجيب على متن الطائرة ومنار راديوي يعطى الأجوبة، وفي معظم الحالات تكون منارات خاصّة لهذا النظام ولكن هناك أيضًا أنظمة متنقلة بحرية وجوية. تُعتبر أنظمة الملاحة الجوية واحدة من أساسيات التواصل الجوي وتشير إلى تحديد الموقع وسرعة الاتجاه أثناء السفر وفي عصر ما قبل الحداثة كان يتمُّ تحديد تلك الأمور بواسطة التلسكوب والبوصلة و الخريطة والتي تعتبر الآن أشكالًا بدائيّة للملاحة الجوية.